# 岩山站
岩山站是位于内蒙古自治区牙克石市岩山村的一个铁路车站，邮政编码22159。车站建于1944年，有牙林铁路经过该站，现办理客货运业务。车站距离牙克石92公里，隶属哈尔滨铁路局，是四等站。